# Heteragrion flavovittatum
Heteragrion flavovittatum – gatunek ważki z rodziny Heteragrionidae. Występuje na terenie Ameryki Południowej.